# Kurt Kalle
Kurt Albert Edmund Theodor Kalle (* 8. Mai 1898 in Hamburg; † 21. Juli 1975 in Bad Bevensen) war ein deutscher Meeresforscher und neben Hermann Wattenberg der Begründer der Fachrichtung Meereschemie (chemische Ozeanografie) in Deutschland. Er gilt als einer der ersten, der optische Methoden in der Ozeanographie benutzte und optische Eigenschaften des Meerwassers untersuchte. Der Begriff „Gelbstoff“ für die Licht absorbierenden, gelösten organischen Substanzen im Meerwasser geht auf ihn zurück.

## Leben
Kurt Kalle wurde am 8. Mai 1898 in Hamburg geboren, Vater: Ludwig Kalle (1865 - 1945?), Mutter: Gabriele (Ella) Alb. Pauline Kalle (geb. Overbeck; 15.5.1865 – 26.5.1920). Er besuchte das Matthias Claudius-Gymnasium in Wandsbek. Nach der Teilnahme am Ersten Weltkrieg studierte er ab 1919 an der Universität Hamburg Chemie und beendete das Studium 1924 mit der Promotion am Chemischen Staatsinstitut Hamburg (Betreuer Hans Schmalfuß). Von 1925 bis 1929 war er chemischer Assistent am Krebsinstitut des Krankenhauses Hamburg-Eppendorf und danach kurzzeitig am Chemischen Untersuchungsamt der Universität Hamburg. Ende 1930 erfolgte dann der Wechsel in die Meeresforschung als Assistent der Deutschen Wissenschaftlichen Kommission für Meeresforschung in Hamburg (1930–1935). Von 1935 an war er wissenschaftlicher Angestellter an der Deutschen Seewarte, Hamburg. Während des Zweiten Weltkrieges war die Abteilung Nautik und Hydrographie der Seewarte dem Oberkommando der Marine in Berlin zu geordnet, und Kurt Kalle beschäftigte sich mit physikalischen Aspekten und der Ostsee. Die Abteilung war zeitweilig bei Gdynia im heutigen Polen untergebracht. Nach Ende des Zweiten Weltkrieges wurde Kurt Kalle bei der Nachfolgeinstitution, dem Deutschen Hydrographischen Institut (dem späteren Bundesamt für Seeschifffahrt und Hydrographie) angestellt. Hier war er bis zu seiner Pensionierung im Jahre 1963 tätig. 1947 wurde er zum Regierungsrat und 1962 zum Oberregierungsrat ernannt. Seit 1945 hält er Vorlesungen über Meereschemie an der Universität Hamburg, an der er im Jahre 1953 außerplanmäßiger Professor wurde. Für seine Verdienste wurde ihm im Jahre 1969 das Bundesverdienstkreuz verliehen.

## Wissenschaftliches Werk
Sein Studium der Chemie an der Universität Hamburg beendete Kurt Kalle mit einer Promotion über Eigenschaften von Formaldehyde unter der Betreuung von Hans Schmalfuß. Kurz nach der Promotion war er auch an zwei Veröffentlichungen von Schmalfuß beteiligt. In der darauffolgenden Zeit als Assistent am Krebsinstitut des Krankenhauses Hamburg-Eppendorf arbeitete er an insgesamt vier Veröffentlichungen von Robert Bierich mit. Mit dem Wechsel in die Meeresforschung fing er an eigene Arbeiten zu veröffentlichen. Diese befasste sich schon früh mit dem Einsatz von optischen Instrumenten in der Meereschemie. Dazu gehörte das von Carl Pulfrich bei Zeiss Jena entwickelte Zeiß'schen Pulfrich-Photometer dessen Einsatz in der Meeresforschung Kalle in sechs Veröffentlichungen beschrieb. Die Meereschemie im Allgemeinen beschäftigte sich damals mit dem Vorkommen und den Konzentrationen von Elementen und Nährstoffen im Wasser und Meeressediment. Erste Veröffentlichungen von Kurt Kalle in den Jahren 1931 bis 1933 zeigen daher auch die Analyse von Nährstoffen im Meerwasser wie Phosphat und Nitrat aber auch z. B. Radium in Tiefseesedimenten. Im Jahre 1935 begann Kalle am Deutschen Hydrographischen Institut Hamburg eine Arbeitsgruppe für Meereschemie aufzubauen und beschäftigte sich mit grundlegenden Aspekten dieser relativ neuen Fachrichtung in der Ozeanografie, wie die Verwendung von Maßeinheiten, die Verwendung von Nährstoffen zum Unterscheiden von Wasserkörpern und weiteren neuen chemischen Methoden. Noch heute bekannt sind sein Arbeiten über optische Eigenschaften des Meerwassers, insbesondere über die Lichtabsorption durch die Gelbstoffe sowie die Fluoreszenz im Wasser und die Lichtstreuung des Meerwassers. Schon zu dieser Zeit begann er sich auch mit Themen zu befassen, die etwas außerhalb der Meereschemie lagen, wie z. B. mit Lichterscheinungen, die man aus heutiger Sicht als Biolumineszenz bezeichnen würde. Im Jahre 1939 beschrieb er die chemischen Arbeiten auf der deutschen nord-atlantischen Expedition des Forschungs- u. Vermessungsschiffes „Meteor“. Durch Beginn des Zweiten Weltkrieges erfolgte kriegsbedingt eine Umorientierung seiner Arbeiten hin zu physikalischen Aspekten und der Standardisierung von physikalischen Messgrößen. In diese Zeit fällt auch eine wissenschaftliche Beschreibung der großen Wasserumschichtung im Gotland-Tief im Jahre 1933/34. Nach Ende des Krieges kamen weitere wissenschaftliche Themen hinzu, wie zu Fragen der Primärproduktion und der Rolle des Meeres in der Fischerei und Ernährung.
Dieser Vielfalt an wissenschaftlichen Teilgebieten blieb er bis nach seiner Pensionierung treu. Es folgten weitere Arbeiten, um die physikalischen und chemischen Messmethoden zu verbessern und zu standardisieren, eine Mitarbeit zur physikalischen Ozeanografie der Ostsee und eine weitere Arbeit zu physikalischen Eigenschaften des Wassers. Er beschäftigte sich mit der Messung des Chlorophyll und der Fluoreszenz im Wasser im Allgemeinen. Das Thema, an dem er immer wieder arbeitete, war der Gelbstoff im Meerwasser und der Zusammenhang mit den gelösten organischen Substanzen, den er zuerst in der Ostsee und später in der Nordsee genauer untersuchte und in vielen Artikeln diskutierte. Er beteiligte sich an mehreren, regionalen meereschemischen und -physikalischen Untersuchungen und versuchte noch einmal das Auftreten der Biolumineszenz zu erklären.
Nach seiner Pensionierung und Emeritierung im Jahre 1962 schrieb er noch einige Artikel mit umfassenderem Charakter, wie zum Schwarmverhalten des Herings, chemischen Umsetzungen am Meeresboden und der Entstehung der Ozeane. Im Jahre 1968 schrieb er seiner letzten beiden Artikel, natürlich über das Wasser und die Gelbstoffe.

## Bücher und Buchbeiträge
Im Jahre 1943 veröffentlichte Kurt Kalle sein erstes Buch über den Stoffhaushalt des Meeres, das 1945 in einer zweiten Auflage erschien. Nach dem Zweiten Weltkrieg wurde im Rahmen der Bestrebungen der Field Information Agency, Technical (FIAT) mit seiner Beteiligung die ozeanografischen Kenntnisse zusammengefasst. Im Jahre 1949 schrieb er zwei Buchbeiträge für das Handbuch der Seefischerei Nordeuropas mit den Titeln Die waagerechte Gliederung und die Tiefen des Meeres. und Die natürlichen Eigenschaften der Gewässer. Später folgten Beiträge über das Wasser in pflanzenphysiologischen Bänden mit den Titeln Das Meerwasser. und Das Meerwasser als Mineralstoffquelle der Pflanze. Unter deutschen Ozeanografiestudenten ist Kurt Kalle bis heute bekannt durch seine Mitarbeit an dem von Günter Dietrich initiiertem Lehrbuch Allgemeine Meereskunde, das 1957 zum ersten Mal erschien, mit mehreren Ausgaben auch ins Englische und Russische übersetzt worden ist und dessen letzte Ausgabe 1992 erschien.
Für die Deutsche Hydrographische Zeitschrift und den Berichten der Deutschen wissenschaftlichen Kommision für Meeresforschung verfasste Kurt Kalle einige Beiträge wie mehrere Buchbesprechungen und Nachrufe für Bruno Schulz und Franz Zorell.

## Werke

### Artikel in wissenschaftlichen Zeitschriften
1. 1 2 3  
Kurt Kalle: Meereskundliche chemische Untersuchungen mit Hilfe des Zeiß'schen Pulfrich-Photometers. VI. Mitt.: Die Bestimmung des Nitrits und des ‘Gelbstoffes‘. Ann. Hydrogr. u. marit. Meteor., 65: 276-282, 1937.
2. 1 2  
Kurt Kalle: Studien über die Kondensation von Formaldehyd unter Druck. Dissertation, Universität Hamburg, Chemisches Staatsinstitut Hamburg, 1924.
3. ↑  
Hans Schmalfuß, Kurt Kalle: Ein Apparat zum Einengen besonders empfindlicher Lösungen. Journal für Praktische Chemie, 109: 153-157, 1925.
4. ↑  
Hans Schmalfuß, H. Werner, Kurt Kalle et al.: Bericht über die Fortschritte der analytischen Chemie. Fresenius, Zeitschrift f. anal. Chem., 68: 411-414,  1926. https://doi.org/10.1007/BF02539297
5. ↑  
R. Bierich, Kurt Kalle: Untersuchungen über das Zustandekommen der bösartigen Geschwülste, 3. Der SH-SS Gehalt der Gewebe. Ztschr. f. physiol. Chem., 158: 1-6,  1926. https://doi.org/10.1515/bchm2.1926.158.1-2.1
6. ↑  
R. Bierich, A. Rosenbohm, Kurt Kalle: Untersuchungen über das Zustandekommen der bösartigen Geschwülste. 4. Über den Gehalt von normalen und Krebsgeweben an Milchsäure, Cytochrom und Glutathion. Ztschr. f. physiol. Chem., 164: 207-216,  1927. https://doi.org/10.1515/bchm2.1927.164.4-6.207
7. ↑  
R. Bierich, Kurt Kalle: Über die Vorgänge bei der Sulfhydryltitration mit Jodstärke und Nitroprussidnatrium. Ztschr. f. physiol. Chem., 175: 115-134,  1928. https://doi.org/10.1515/bchm2.1928.175.3-4.115
8. ↑  
R. Bierich, Kurt Kalle: Untersuchungen über das Zustandekommen der bösartigen Geschwülste, 5. Der Gehalt von normalen und Tumorgeweben an freiem Cystein. Ztschr. f. physiol. Chem., 175: 292-299,  1928. https://doi.org/10.1515/bchm2.1928.175.5-6.292
9. ↑  
Kurt Kalle: Meereskundliche chemische Untersuchungen mit Hilfe des Zeiß'schen Pulfrich-Photometers, I. Mitt.: Apparatur. Ann. Hydrogr. u. marit. Meteor., 59: 313-317, 1931.
10. ↑  
Kurt Kalle: Meereskundliche chemische Untersuchungen mit Hilfe des Zeißschen Pulfrich-Photometers, II. Mitt.: Arbeitsweise. Ann. Hydrogr. u. marit. Meteor., 61: 124-128, 1933.
11. ↑  
Kurt Kalle: Meereskundliche chemische Untersuchungen mit Hilfe des Zeißschen Pulfrich-Photometers, III. Mitt.: Methodische Untersuchungen der Phosphatgehaltsbestimmung. Ann. Hydrogr. u. marit. Meteor., 62: 65-74, 1934.
12. ↑  
Kurt Kalle: Meereskundliche chemische Untersuchungen mit Hilfe des Zeißschen Pulfrich-Photometers, IV. Mitt.: Der Einfluss chemischer Stoffe auf die Phosphatgehaltsbestimmung. Ann. Hydrogr. u. marit. Meteor., 63: 58-65, 1935.
13. ↑  
Kurt Kalle: Meereskundliche chemische Untersuchungen mit Hilfe des Zeißschen Pulfrich-Photometers, V. Mitt.: Die Bestimmung des Gesamt-Phosphorgehalts, des Plankton-Phosphorgehaltes (lebende Substanz) und Trübungsmessungen. Ann. Hydrogr. u. marit. Meteor., 63: 195-204, 1935.
14. ↑  
Kurt Kalle: Phosphatgehaltsuntersuchungen in der Nord- und Ostsee im Jahre 1931. Ann. Hydrogr. u. marit. Meteor., 60(1): 6-17, 1932.
15. ↑  
Kurt Kalle: Nitrat- und Phosphatgehalt von Mittelmeerwasser. Ann. Hydrogr. u. marit. Meteor., 60: 212-, 1932.
16. ↑  
Kurt Kalle: Phosphat und Gesamtphosphor in Beziehung zu Temperatur, Salzgehalt und Plankton an der Oberfläche der isländischen Küstengewässer. Ber. der deutsch. Wiss. Komm. f. Meeresforschung, N.F., 6: 273-299, 1933.
17. ↑  
Kurt Kalle: Über den Radiumgehalt von Tiefseegrundproben. Ann. Hydrogr. u. marit. Meteor., 61: 73-74, 1933.
18. ↑  
Kurt Kalle: Zur Frage der Festsetzung der Maßeinheiten in der meereskundlichen Chemie. Ann. Hydrogr. u. marit. Meteor., 63: 18-23, 1935.
19. ↑  
Kurt Kalle: Nährstoffuntersuchungen als hydrographisches Hilfsmittel zur Unterscheidung von Wasserkörpern. Ann. Hydrogr. u. marit. Meteor., 65: 1-18, 1937.
20. ↑  
Kurt Kalle: Eine einfache Schnellmethode zur Bestimmung der Luftkohlensäure nach Y. Kauko. Ann. Hydrogr. u. marit. Meteor., 65: 212-214, 1937.
21. ↑  
Kurt Kalle, Hermann Wattenberg: Über den Kupfergehalt des Ozeanwassers. Naturwissenschaften, 26: 630-613, 1938. https://doi.org/10.1007/BF01774245
22. ↑  
Kurt Kalle: Die Beschaffung von „Normal-Wasser“ zur Salzgehaltsbestimmung. Ann. Hydrogr. u. marit. Meteor., 66: 133, 1938.
23. ↑  
Kurt Kalle: Einige Verbesserungen zur Bestimmung des gelösten Sauerstoffs im Meerwasser. Ann. Hydrogr. u. marit. Meteor., 67: 267-269, 1939.
24. ↑  
Kurt Kalle: Zum Problem der Meereswasserfarbe. Ann. Hydrogr. u. marit. Meteor., 66: 1-13, 1938.
25. ↑  
Kurt Kalle: Die Farbe des Meeres. Rapp. et P. V. Cons. Int. Explorat. Mer., 109: 98-105, 1939.
26. ↑  
Kurt Kalle: Eine bemerkenswerte Fluoreszenzerscheinung in wässeriger Diacetyllösung. Naturwissenschaften, 25(4): 61, 1937.
27. ↑  
Kurt Kalle: Ein neuer optische Streuungseffekt an Meerwasser. Ann. Hydrogr. u. marit. Meteor., 68: 358-360, 1940.
28. ↑  
Kurt Kalle: Die Erscheinung eines leuchtenden "Strahlenkranzes" an der Meeresoberfläche. Ann. Hydrogr. u. marit. Meteor., 67: 22-23, 1939.
29. ↑  
Kurt Kalle: Die chemischen Arbeiten auf der ”Meteor”-Fahrt, Januar bis Mai 1938. In: Bericht über die zweite Teilfahrt der deutschen nord-atlantischen Expedition des Forschungs- u. Vermessungsschiffes "Meteor", (5). Ann. Hydrogr. u. marit. Meteor., 67, Beiheft zum Januarheft, 23-30. 1939.
30. ↑  
Kurt Kalle, H. Thorade: Tabellen und Tafeln für die Dichte des Seewassers. Archive der deutschen Seewarte, 60 (2), 49p, 1940.
31. ↑  
Kurt Kalle: Fluchtentafeln zur Bestimmung der horizontalen Schallgeschwindigkeit (v m/sec) aus Salzgehalt (S ‰) und Temperatur (t °C) des Meerwassers. Ann. Hydrogr. u. marit. Meteor., 69: 105, 1941.
32. ↑  
Kurt Kalle: Das anomale Verhalten des Wassers in bezug auf einige für die Meereskunde wichtige physikalische Eigenschaften. Ann. Hydrogr. u. marit. Meteor., 70(5): 129-135, 1942.
33. ↑  
Kurt Kalle: Nomograms for the graphic determination of the horizontal velocity of Sound. The International Hydrographic Review, ??: 58-59, 1942.
34. ↑  
Kurt Kalle: Über die innere thermische Unruhe des Meeres. Ann. Hydrogr. u. marit. Meteor., 70: 383-387, 1942.
35. ↑  
Kurt Kalle: Die große Wasserumschichtung im Gotland-Tief vom Jahre 1933/34. Ann. Hydrogr. u. marit. Meteor., 71: 142-146, 1943.
36. ↑  
Kurt Kalle: Zur Frage der Produktionsleistung des Meeres. Deutsche Hydrographische Zeitschrift, 1: 2-17, 1948. https://doi.org/10.1007/BF02226016
37. ↑  
Kurt Kalle: Das Meer als Lebensraum der Fische. Fischereiwelt, Beiheft 1: 29-31, 1949.
38. ↑  
Kurt Kalle: Kann die Erde uns ernähren? Umschau, 49: 514-516, 1949.
39. ↑  
Kurt Kalle: Der Mechanismus des ozeanischen und des kontinentalen Produktionsvorganges. Deutsche Hydrographische Zeitschrift, 3: 62-69, 1950. https://doi.org/10.1007/BF02274974
40. ↑  
Kurt Kalle: Eine neuartige Methode der Oberflächenstrommessung im Meere vom verankerten Schiff aus. Deutsche Hydrographische Zeitschrift, 1: 164-168, 1948. https://doi.org/10.1007/BF02226058
41. ↑  
Kurt Kalle: Einige Vereinfachungen der Chlor-Titration für biologische und wasserbaukundliche Zwecke in Küstengewässern. Deutsche Hydrographische Zeitschrift, 4: 13-17, 1951. https://doi.org/10.1007/BF02024699
42. ↑  
Kurt Kalle: Fluchtentafeln zur Bestimmung der Temperaturkorrekturwerte beim Arbeiten mit Kippthermometern. Deutsche Hydrographische Zeitschrift, 6: 32-33, 1953. https://doi.org/10.1007/BF02098191
43. ↑  
Kurt Kalle: Ein kreisförmiger Rechenschieber zur Bestimmung des Salzgehaltes bei der Cl′-Titration des Meerwassers. Deutsche Hydrographische Zeitschrift, 8: 29-30, 1955. https://doi.org/10.1007/BF02032645
44. ↑  
Kurt Kalle: Ein einfaches Klein-Aräometer zur exakten Bestimmung des Salzgehaltes im Meerwasser. Deutsche Hydrographische Zeitschrift, 10: 99-108, 1957. https://doi.org/10.1007/BF02019599
45. ↑  
F. Hermann, Kurt Kalle, F. Koczy, W. Maniece, P. Tchernia: Report from the sub-committee for considering standard methods for salinity determination. ICES Journal of Marine Science, 24(3): 429-445, 1959.
46. ↑  
P.F. Meyer, Kurt Kalle: Die biologische Umstimmung der Ostsee in den letzten Jahrzehnten — eine Folge hydrographischer Wasserumschichtungen. Archiv für Fischereiwissenschaft, 2: 1-10, 1950.
47. ↑  
Kurt Kalle: Zur Frage der inneren thermischen Unruhe des Meeres. Deutsche Hydrographische Zeitschrift, 6: 145-170, 1953. https://doi.org/10.1007/BF02098638
48. ↑  
Kurt Kalle: Meereskundlich-chemische Untersuchungen mit Hilfe des Pulfrich-Photometers von Zeiss, VII. Mitteilung. Die Mikrobestimmungen des Chlorophylls und der Eigenfluoreszenz des Meerwassers. Deutsche Hydrographische Zeitschrift, 4: 92-96, 1951. https://doi.org/10.1007/BF02027269
49. ↑  
Kurt Kalle: Chlorophyll, organized and free fluorescence — Three counteractors in the biochemical cycle of the sea. Internat. Oceanogr. Congr. preprints, s 947, 1959.
50. ↑  
Kurt Kalle: Fluoreszenzmessung in Niederschlagsgewässern und in künstlichem Rauhreif. Ann. Meteorol., 7: 374-385, 1956.
51. ↑  
Kurt Kalle: Über das Verhalten und die Herkunft der in den Gewässern und in der Atmosphäre vorhandenen himmelblauen Fluoreszenz. Deutsche Hydrographische Zeitschrift, 16: 153-166, 1963. https://doi.org/10.1007/BF02020117
52. ↑  
Kalle, K., 1949, "Fluoreszenz und Gelbstoff im Bottnischen und Finnischen Meerbusen", Deutsche Hydrographische Zeitschrift 2, 117–124. https://doi.org/10.1007/BF02225972
53. ↑  
Kurt Kalle: Chemisch-hydrographische Untersuchungen in der inneren Deutschen Bucht. Deutsche Hydrographische Zeitschrift, 9: 55-65, 1956. https://doi.org/10.1007/BF02021144
54. ↑  
Kurt Kalle: What do we know about the „Gelbstoff?“ In: Symposium on Radiant Energy in the Sea. [Ed. N. G. Jerlov], IUGG Monogr. 10: 59–62, 1961.
55. ↑  
Kurt Kalle: Über die gelösten organischen Komponenten im Meerwasser. Kieler Meeresforsch., 18: 128–131, 1962.
56. ↑  
Kurt Kalle: The Problem of the Gelbstoff in the Sea. Oceanography and Marine Biology. An Annual Review, 4: 91-104, 1966. [ed. Harold Barnes]
57. 1 2  
Kurt Kalle: Das Problem der gelösten organischen Substanz, erläutert an den Verhältnissen im Meerwasser. Internationale Vereinigung für Theoretische und Angewandte Limnologie: Mitteilungen, 14(1): 72-82, 1968. https://doi.org/10.1080/05384680.1968.11903841
58. ↑  
Kurt Kalle: Der Einfluß des englischen Küstenwassers auf den Chemismus der Wasserkörper in der südlichen Nordsee. Ber. Dtsch. Wiss. Komm. Meeresforsch., 13: 130-135, 1953
59. ↑  
Kurt Kalle: Zur Frage des "Cyklischen Salzes. Ann. Meteorol., 6: 305-314, 1953.
60. ↑  
H. Postma, Kurt Kalle: Die Entstehung von Trübungszonen im Unterlauf der Flüsse, speziell im Hinblick auf die Verhältnisse in der Unterelbe. Deutsche Hydrographische Zeitschrift, 8: 137-144, 1955. https://doi.org/10.1007/BF02019810
61. ↑  
Kurt Kalle: Chemische Untersuchungen in der Irminger See im Juni 1955. Ber. Dtsch. Wiss. Komm. Meeresforsch. (Neue Folge), 14 (4): 313-328, 1957.
62. ↑  
B. Beck, Kurt Kalle, E. Rogalla: Die Schichtung im Sauerstoffgehalt im jahreszeitlichem Wechsel zwischen Kap Farvel und der Flämischen Kappe. Deutsche Hydrographische Zeitschrift, Ergänzungsheft, Reihe B (4°) Nr. 3, 66-69, 1959.
63. ↑  
Kurt Kalle: Die rätselhafte und „unheimliche“ Naturerscheinung des „explodierenden“ und des „rotierenden“ Meeresleuchtens – eine Folge lokaler Seebeben? Deutsche Hydrographische Zeitschrift, 13: 49-77, 1960. https://doi.org/10.1007/BF02224627
64. ↑  
Kurt Kalle: Zur Frage des Schwarmverhaltens von Heringen. Archive für Fischereiwissenschaften, 13: 89-92, 1963.
65. ↑  
Kurt Kalle: Chemische Umsetzungen am Meeresboden. Veröffentlichungen des Instituts für Meeresforschung in Bremerhaven, Sonderband. Drittes meeresbiologisches Symposium 23. bis 25. Okt. 1962, S. 27-30, 1963.
66. ↑  
Kurt Kalle: Neuere Anschauungen über die Entstehung des Ozeans. Veröffentlichungen des Instituts für Meeresforschung in Bremerhaven, Sonderband. Drittes meeresbiologisches Symposium 23. bis 25. Okt. 1962, S. 228-236, 1963.
67. ↑  
Kurt Kalle: Das Wasser, ein besonderer Stoff in unserer Natur in chemischer, physikalischer, geophysikalischer und biologischer Hinsicht. Abhandlungen und Verhandlungen des Naturwissenschaftlichen Vereins in Hamburg, Neue Folge, Kommissionsverlag Cram, de Gruyter & Co., Hamburg, 12: 67-79, 1968.
68. ↑  
F. Model, Kurt Kalle, O. Pratje: Sverdrup—Johnson—Fleming: The Oceans. Deutsche Hydrographische Zeitschrift, 3: 368-375, 1950. https://doi.org/10.1007/BF02306840
69. ↑  
Kurt Kalle, H. Freiesleben, F. Errulat, A. & Schumacher: Neuere Veröffentlichungen: Besprechungen und ausführliche Inhaltsangaben. Deutsche Hydrografische Zeitschrift, 5(4), 206–208, 1952. https://doi.org/10.1007/BF02020308
70. ↑  
F. Errulat, Th. Stocks & Kurt Kalle: Neuere Veröffentlichungen: Besprechungen und ausführliche Inhaltsangaben. Deutsche Hydrografische Zeitschrift, 12(4), 182–184, 1959. https://doi.org/10.1007/BF02023889
71. ↑  
Kurt Kalle & F. Nusser: Neuere Veröffentlichungen: Besprechungen und ausführliche Inhaltsangaben. Deutsche Hydrografische Zeitschrift, 12(6), 272–273, 1959. https://doi.org/10.1007/BF02073156
72. ↑  
Kurt Kalle: Zur Thermodynamik irreversibler Prozesse mit Anwendungen auf die geophysikalischen Plasmen. Besprechung einer Habilitationsschrift von Otto Lucke. Deutsche Hydrographische Zeitschrift 15, 124–129, 1962. https://doi.org/10.1007/BF02019846
73. ↑  Kurt Kalle: Bruno Schulz In: Berichte der Deutschen wissenschaftlichen Kommission für Meeresforschung, NF Bd. XI (1942/49), Heft 4, S. 443 ff.
74. ↑  
Kurt Kalle: Franz Zorell †. Deutsche Hydrographische Zeitschrift, 9: 149-150, 1956. https://doi.org/10.1007/BF02027085

### Buchbeiträge
1. ↑  
G. Böhnecke, G. Neumann, W. Hansen, W. Horn, Kurt Kalle, Joachim Joseph: Ozeanographie. In: Naturforschung und Medizin in Deutschland 1939–1946, Band 18, Geophysik Teil II, Kapitel 8, p. 73-213, Hrsg.: Julius Bartels, Universität Göttingen, Dieterich’sche Verlagsbuchhandlung, Wiesbaden, 1948.
2. ↑  
Kurt Kalle: Das Meerwasser. In: Adriani M.J. et al. (eds) Pflanze und Wasser / Water Relations of Plants. Handbuch der Pflanzenphysiologie / Encyclopedia of Plant Physiology, vol 3, p. 37-42, Springer, Berlin, Heidelberg. https://doi.org/10.1007/978-3-642-94678-3, 1956.
3. ↑  
Kurt Kalle: Das Meerwasser als Mineralstoffquelle der Pflanze. In: Adriani M.J. et al. (eds) Die Mineralische Ernährung der Pflanze / Mineral Nutrition of Plants, Handbuch der Pflanzenphysiologie / Encyclopedia of Plant Physiology, vol 4, p 170-178, Springer, Berlin, Heidelberg. https://doi.org/10.1007/978-3-642-94729-2, 1958.

### Bücher
1. ↑  
Kurt Kalle: Stoffhaushalt des Meeres. In: Probleme der Kosmischen Physik, Christian Jensen (Hrsg.) Bd. 23, 263p, Akademische Verlagsgesellschaft Becker & Erler kom.-ges, Leipzig, 1943.
2. ↑  
Kurt Kalle: Stoffhaushalt des Meeres. 2. Auflage In: Probleme der Kosmischen Physik, Christian Jensen (Hrsg.) Bd. 23, 263p, Akademische Verlagsgesellschaft Becker & Erler kom.-ges, Leipzig, 1945.
3. ↑  
Kurt Kalle: Die waagerechte Gliederung und die Tiefen des Meeres. In: H. Lübbert, E. Ehrenbaum & A. Willer (Hrsg.) Handbuch der Seefischerei Nordeuropas, Band 1, Heft 1, 22 Seiten, Schweizerbart'sche Verlagsbuchhandlung, Stuttgart, 1949.
4. ↑  
Kurt Kalle: Die natürlichen Eigenschaften der Gewässer. In: H. Lübbert, E. Ehrenbaum & A. Willer (Hrsg.) Handbuch der Seefischerei Nordeuropas, Band 1, Heft 2, 37 Seiten, Schweizerbart'sche Verlagsbuchhandlung, Stuttgart, 1949.
5. ↑  
Günter Dietrich, Kurt Kalle: Allgemeine Meereskunde. [“General Oceanography”] Borntraeger, Berlin 1957, 492 Seiten.
6. ↑  
Günter Dietrich, Kurt Kalle: Allgemeine Meereskunde, 2. Auflage, Borntraeger, Berlin-Nikolasee, 1965, 492 Seiten
7. ↑  
Günter Dietrich, Kurt Kalle, Wolfgang Krauss, Gerold Siedler: Allgemeine Meereskunde. [“General Oceanography”.] 3. Auflage, Borntraeger, Berlin 1975, 593 Seiten.
8. ↑  
Günter Dietrich, Kurt Kalle: General Oceanography, English Translation by F. Ostapoff, Wiley, New York - London, 588 Seiten, 1963.
9. ↑  
Günter Dietrich, Kurt Kalle, Wolfgang Krauss, Gerold Siedler: General Oceanography. 2. Auflage, translated by Susanne und Hans Ulrich Roll, John Wiley & Sons, New York 1980, 626 Seiten.
10. ↑  
Günter Dietrich, Kurt Kalle: Allgemeine Meereskunde. [“General Oceanography”]  Russian translations: V. Ju. Vespe, Leningrad 1961; N. N. Gorskij, Moskva 1962.
11. ↑  
Günter Dietrich, Kurt Kalle, Wolfgang Krauss, Gerold Siedler: Allgemeine Meereskunde. Eine Einführung in die Ozeanographie. 3. neubearb. Aufl. Schweizerbart'sche Verlagsbuchhandlung, 593 Seiten, ISBN 978-3-443-01016-4, 1992.